# Борд-де-Ривьер
Борд-де-Ривье́р (фр. Bordes-de-Rivière, окс. Eras Bòrdas d'Arribèra) — коммуна во Франции, находится в регионе Юг — Пиренеи. Департамент — Верхняя Гаронна. Входит в состав кантона Монрежо. Округ коммуны — Сен-Годенс.
Код INSEE коммуны — 31076.

## География
Коммуна расположена приблизительно в 660 км к югу от Парижа, в 90 км к юго-западу от Тулузы.
На юге коммуны протекает река Гаронна.

## Климат
Климат умеренно-океанический. Зима мягкая и снежная, весна характеризуется сильными дождями и грозами, лето сухое и жаркое, осень солнечная. Преобладают сильные юго-восточные и северо-западные ветры.

## Население
Население коммуны на 2010 год составляло 496 человек.
| 1962 | 1968 | 1975 | 1982 | 1990 | 1999 | 2010 |
| ---- | ---- | ---- | ---- | ---- | ---- | ---- |
| 311  | 309  | 312  | 339  | 388  | 359  | 496  |

## Администрация
| Период | Период | Фамилия                  | Партия                              | Примечания |
| ------ | ------ | ------------------------ | ----------------------------------- | ---------- |
| 1995   | 2010   | Андре Маркери            | Французская коммунистическая партия |            |
| 2010   | 2014   | Серж Латур               | Французская коммунистическая партия |            |
| 2014   | 2020   | Женевьева Капран-Лоренци |                                     |            |

## Экономика
В 2010 году среди 298 человек трудоспособного возраста (15—64 лет) 228 были экономически активными, 70 — неактивными (показатель активности — 76,5 %, в 1999 году было 70,7 %). Из 228 активных жителей работали 212 человек (109 мужчин и 103 женщины), безработных было 16 (9 мужчин и 7 женщин). Среди 70 неактивных 26 человек были учениками или студентами, 29 — пенсионерами, 15 были неактивными по другим причинам.

## Достопримечательности
- Церковь Св. Мартина